# 陈亮
陈亮（1143年10月16日—1194年），原名汝能，字同甫，号龙川，學者稱龍川先生，婺州永康縣（今浙江永康市）人，南宋政治家、哲學家、詞人。反对以朱熹爲代表的理学。著有《龙川先生集》。中又以上孝宗皇帝四书、《酌古论》最知名。日本西乡隆盛亦对龙川先生敬佩有加。

## 生平
南宋紹興十三年（1143年）九月七日，出生於婺州永康前黃龍窟一個沒落的士人家庭。陳亮生在民族意識尖銳的南宋時代，極富愛國主義，他的曾祖父陳知元在汴京保衛戰中犧牲。
陈亮早年得到周葵赏识，通过他得以结识各路英俊豪杰人物。乾道五年，上《中兴五论》，七年，又上书虞允文，建议迁都建业，革除钱塘偏安之陋习。但参知梁克家却不以为然，认为陈亮不过是“秀才说话耳”。乾道八年，虞允文任四川宣抚使，想要辟陈亮为幕僚，但陈亮推辞，称“侯丞相进取中原，亮赴廷对，为汴京状首！”虞允文为之击节不已。
淳熙四年（1177年）參加禮部考試不中。期间批评宰相曾怀、叶衡、史浩，引起舆论风波，“满学之士口语纷然”。
淳熙五年（1178年）亮至臨安上孝宗三書，孝宗心动，想要召见他。而权贵曾觌因求见陈亮不得，而感到不悦，从中作梗，遂不見用，憤而歸鄉，“以與世不合，甘自放棄于田夫樵子之間”。陳亮是一位愛國詩人，与辛弃疾交好，在哲学上主张经世致用，与朱熹展开激烈的论战（王霸义利之辩），陳亮與朱熹的最大分歧是“ 天理”與“人欲”、“義”與“利”、“王”與“霸”的看法。他說：近世諸如（即道學者流）“謂三代專以天理行，漢唐專以人欲行，其間有與天理暗合者，是以亦能久長。信斯言也，千五百年之間，天地亦是駕漏過時，而人心亦是牽補度日，萬物何以阜藩，而道何以常存乎？”。主张对金朝采取强硬政策，与辛弃疾志气相投，在文学上也相互唱和，辛棄疾“以文為詞”，那麼，陳亮是“以詞為文”。陳亮词风以豪迈雄健为主。《浪淘沙·梅》一詞中有“墻外紅塵飛不到，徹骨清寒”之句，以梅花的清高自比。他在《自赞》一文中，又自称“人中之龙、文中之虎”。辛棄疾在詞裡，把陳亮比做陶淵明，推崇備至。辛弃疾《祭陈同父》盛称其“智略横生，议论风凛”。陳亮一生坎坷，沒有做過官，卻有兩次下獄：
淳熙十一年（1184年，此处似有错误。宋史记载少卿“力言于光宗，遂得免”。而光宗继位于1189年。）春，一次參加鄉人宴會，有人在杯中放了胡椒末，把鄉人毒死，陳亮被同座的人誣告下毒“因藥人之誣，就逮棘寺，更七八十日不得脫獄。”幸由辛棄疾「解援之甚至，亮遂得不死。」
紹熙二年（1191年）八月，第二次入獄，由少卿鄭汝諧力救得免
紹熙四年（1193年）五十一歲時癸丑科狀元及第。在報恩詩中說：「自是平生志，勿謂儒臣鬢髮蒼」。《告祖考文》：「親不能報，報君勿替。70年間，大責有歸，非畢大事，心實恥之。」授簽書建康府判官公事，未行。
紹熙五年（1194年）先生逝世。嘉熙二年（1238年）七月，追贈其為中大夫，賜謚文毅。陳亮墓位於今永康市馬鋪山臥龍崗。上刻「狀元龍川陳公之墓，明萬曆壬寅年冬月重立」字樣。

## 思想

### 政治思想
陳亮是積極主戰派。对外力主抗金，对内改革政弊。他认为文武官员应当是平等的。即“文武之道一也。”淳熙五年（1178）陳亮〈上孝宗皇帝第一書〉稱：“備百司庶府以講禮樂於其中，其風俗固以華靡；士大夫又從而治園囿臺榭以樂其生於干戈之餘，上下宴安，而錢塘為樂國矣。”，第二書，批判朝廷所謂“江南不可保”的謬論，不久又再第三書：“國家維持之具，至今日而窮，而藝祖皇帝經畫天下之大指，猶可恃以長久，苟推原其意而變通之，則恢復不足為矣。然而變通之道有三，有可以遷延數十年之策，有可以為百五六十年之計，也有可以復開數百年之基。”

### 哲学思想
龙川先生是朴素唯物主义思想的哲学家。创立永康学派，主“事功”。曾谓：“功到成处，便是有德，事到济处，便是有理。”他主张天下为公，曰：“取天下本於救斯民而非以位为乐也。”他指责汉文帝即位后立即启用亲信的行为。在法治方面，先生主张以公众爲基础来判刑，而非以一己私利。但他认为废除肉刑则是迂腐之论。道德上，先生反对“身心以外皆外物”之说，认为如果人仅仅徇私享乐而罔顾现实，不能实际地处理好自身状况，则会本末倒置。

### 文学思想
陳亮詞風以豪邁雄健為主，有慷慨悲歌，“自負以經濟之意具在。”。辛棄疾曾稱讚陳亮，「同父之才，落筆千言，俊麗雄偉，珠明玉堅，文方窘步，我獨沛然。」

## 文学
南宋著名词人，风格豪放激昂，是豪放派代表。词句中常抒发自己的政治抱负和爱国激情。政论文笔犀利，颇有见地，“學士爭誦唯恐後”，但“世遷版毀，書亦散佚，間有存者，復為當道持去，而原本不概見。”。朱熹批评陈亮说：“看史只如看人相打，相打有甚好看处？陈同甫一生被史坏了。”

## 著作
有《龍川文集》、《龍川詞》傳世。宋寧宗嘉泰四年（1204年），長子陳沆把其著作編為《龍川文集》四十卷，並請葉適作序。嘉定七年（1214年），婺州郡守丘壽雋將陳沆編訂的四十卷本《龍川文集》刊刻行世。